# Frank De Winne
Frank De Winne, belgijski general, vojaški pilot, astronavt in inženir, * 25. april 1961, Ledeberg.
Kot drugi Belgijec je odpotoval v vesolje (za Frimoutom) in bil prvi astronavt ESA, ki je poveljeval Mednarodni vesoljski postaji (med Ekspedicijo 21).